# تورزات
تورزة المغرب (عربي:تورزأت = طورزات) هي قرية في منطقة ورزازات، جنوب الأطلس الكبير والأطلس الصغير الشمال في جنوب شرق المغرب. اسمه في الأصل إلى مصنع أطلس.
طورزا. البلدات المجاورة لها هي: عمار وAlnif، آيت الفارسية، Tenghir.

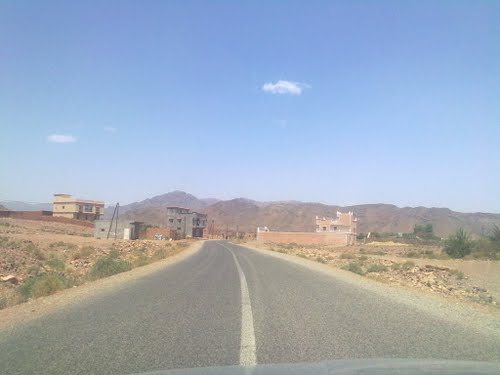
Tourza 2010

مدينة serca طورزا Alnif marruecos.En (Baladia طورزا) يبلغ عدد سكانها 10,000 و مساحة مع 15,000 نسمة، وفقا لتعداد عام 2012. المجموعة العرقية الغالبة هي الأمازيغية، والمدينة هي في قلب واحدة من أكثر جاذبية واحة في جنوب المغرب. أشجار النخيل الخضراء تغطي حوالي 30 ميلا (48 كم) في 500 حتي 1 متر-500 (550-1600 م) واسعة على طول المسالك طورزا. (محمد baidder)

## الاقتصاد

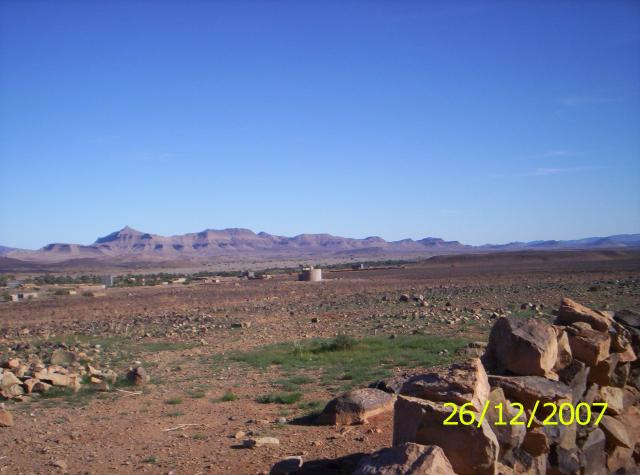
Tourza en 2007

ويستند اقتصاد المدينة بشكل أساسي على الزراعة، التجارة والسياحة والخدمات المتصلة. وكثير من الأسر تعيش على الأموال التي يرسلها أقاربهم
من المهاجرين في أوروبا. الأنشطة الاجتماعية والثقافية مواصلة
ينمو بقوة في السنوات الأخيرة، إلى مشاريع
الترفيه للأطفال الصغار في ازدياد في العديد من
الشعوب، ومشاريع محو الأمية للكبار
وخاصة النساء به. هذه المشاريع
معتمدة من قبل عدد كبير من المنظمات المحلية و
في الخارج (GTF، APS، وغيرها الكثير).